# Paul le poulpe
Paul le poulpe aussi appelé Paul la pieuvre, surnommé « l'oracle d'Oberhausen » (Weymouth, 26 janvier 2008 – Oberhausen, 26 octobre 2010) est une pieuvre commune mâle maintenue en captivité à l’aquarium Sea Life d’Oberhausen en Allemagne. Paul est renommé pour le spectacle de ses prédictions du résultat des matchs de l’équipe d'Allemagne de football, lors du Championnat d’Europe 2008 et de la Coupe du monde 2010, dont il a également désigné le vainqueur. Paul le poulpe faisait connaître ses choix en ouvrant une boîte aux couleurs de l'équipe gagnante.
Sur 14 prédictions au total, 12 se sont révélées exactes, dont toutes celles émises au cours de la Coupe du monde 2010 qui l'aura fait accéder à la postérité.

## Origine
Paul est né officiellement en 2008 à l’aquarium Sea Life de Weymouth en Angleterre mais Verena Bartsch, qui s’en occupait, affirme l’avoir récupéré en Italie. Selon ses dires, au tabloïd allemand Bild-Zeitung, il serait en fait né en avril 2010,. Auquel cas il aurait existé deux « Paul le poulpe » (l'un en 2008, l'autre en 2010).
Cependant, un mareyeur français du Sud de la France aurait vendu Paul Ier et son successeur. Les deux poulpes seraient donc d'origine française, nés et élevés en France, à Sète,.
Le responsable de l'aquarium d'Oberhausen, Daniel Fey, a expliqué que Paul « avait une façon tellement singulière de regarder les visiteurs qui s'approchaient de son réservoir qu'ils ont eu l'idée de découvrir et de développer ses talents » (sic).
Son nom vient du titre d'un poème Der Tintenfisch Paul Oktopus de l'écrivain allemand pour enfants Boy Lornsen,.

## L'après-coupe du monde
Après avoir été récompensé pour ses bons résultats avec une reproduction du trophée de la Coupe du monde de football, Paul ne sera plus utilisé pour prédire des résultats sportifs. Selon Tanja Munzig, porte-parole de l'aquarium, il retournera à son ancien métier : amuser les enfants qui viennent lui rendre visite. Cependant, l'espérance de vie de la pieuvre commune dans son milieu naturel étant située entre un et trois ans et Paul étant âgé de un an et demi à l'issue de la Coupe du monde, il pouvait espérer vivre encore six mois après celle-ci.
L'association People for the Ethical Treatment of Animals (PETA) a lancé une campagne pour la libération du poulpe dans un parc national dans le Sud de la France, où la pêche est interdite. Mais le directeur du Sea Life aquarium affirme que l'animal n'aurait aucune chance de survie dans la nature, Paul étant né en captivité et n'étant pas habitué à trouver seul de la nourriture.
Après la défaite de l'Allemagne face à l'Espagne en demi-finale, de nombreux internautes allemands ont proposé diverses manières de le cuisiner (plancha, grillade, marinade, paëlla…), tandis que sa cote de popularité sombrait. Plusieurs membres du gouvernement espagnol, dont José Luis Zapatero, ont évoqué, sur le ton de la plaisanterie, leur intention de protéger l'animal afin que les Allemands ne le mangent pas. L'auteur uruguayen Eduardo Galeano a jugé le poulpe « passablement corrompu » au moment où il a prédit la défaite de l'Uruguay contre l'Allemagne pour le match de la troisième place, car il cherchait à « maintenir de bonnes relations avec le pays où il vit ». Au-delà des péripéties sportives, la sympathie dont bénéficie Paul le poulpe s'enracine dans un imaginaire ancien qui voit dans le poulpe l'image de la pensée ondoyante et rusée.
Il meurt le 26 octobre 2010 de causes naturelles dans l'aquarium situé à Oberhausen (Rhénanie-du-Nord-Westphalie, Allemagne),.

### Son successeur
Le 27 octobre 2010, le porte-parole de l'aquarium Sea Life d'Oberhausen, a annoncé son successeur baptisé Paul II. Né quelques jours auparavant dans une commune près de Montpellier, il aura droit à une cérémonie d'intronisation digne de son prédécesseur lors de son transfert en Allemagne,.
Pour la Coupe du monde féminine 2011 (tenue du 26 juin au 17 juillet), ce sont huit poulpes qui devront prédire l’issue des matchs de l’Allemagne. Il y a un poulpe candidat dans chacun des huit aquariums d’Allemagne. Le meilleur taux de réussite aux prédictions vaudra à son auteur la succession de Paul.

## Déroulement des prédictions

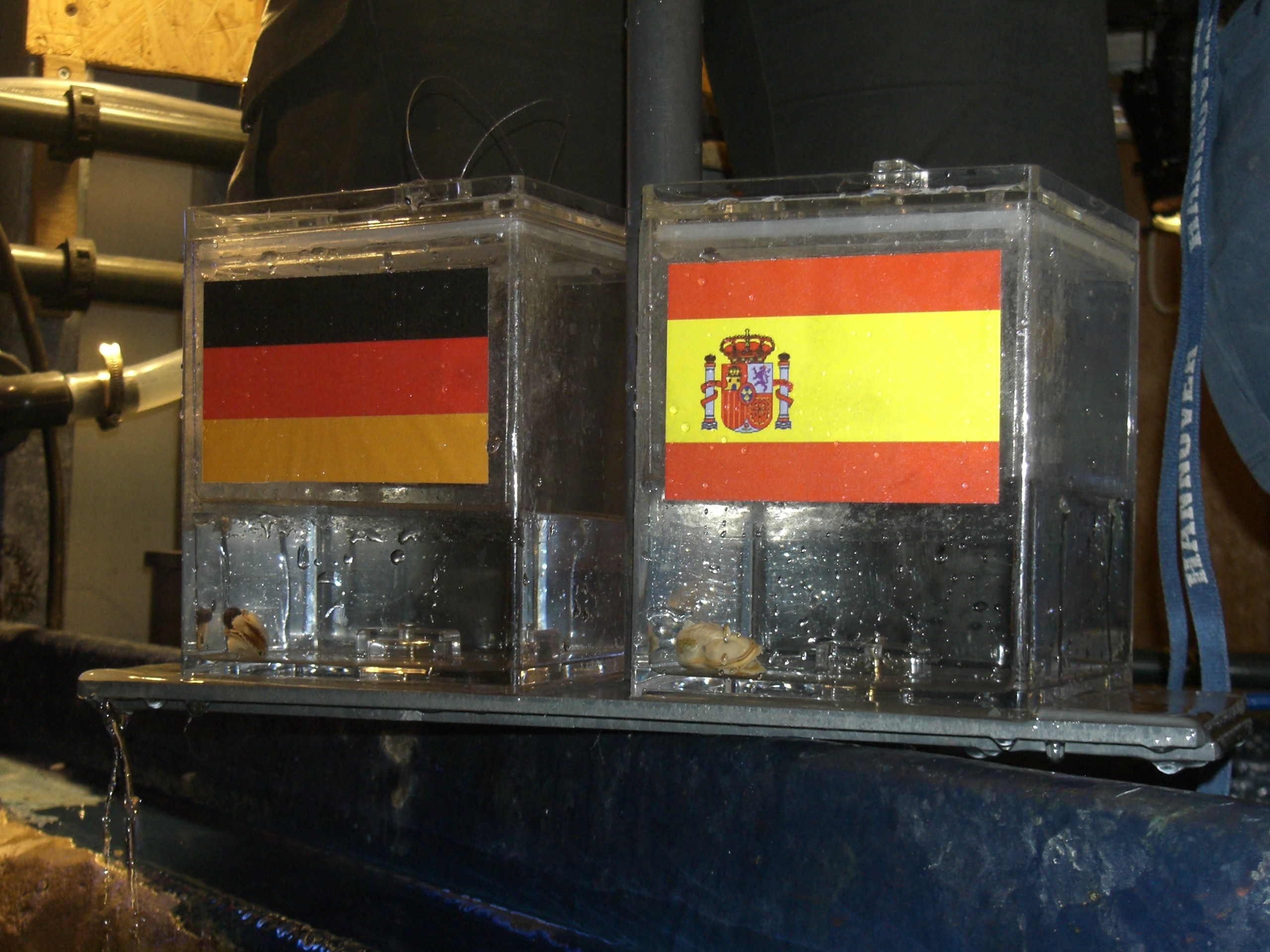
Chaque boîte est marquée d'un drapeau et contient de la nourriture.

Avant les matchs internationaux, on présente au poulpe deux récipients transparents percés de trous, munis d'un couvercle, contenant chacun une moule décoquillée, apparemment cuite (sa friandise préférée) ; l'un de ces récipients est marqué, par exemple, du drapeau de l'Allemagne, et l'autre de celui du pays adversaire. Le poulpe doit ouvrir l’une des deux boîtes en soulevant son couvercle et s’emparer ensuite de la nourriture. Les poulpes sont en effet capables d'une grande dextérité et peuvent utiliser des outils ou ouvrir des récipients. Dans chaque cas, le geste de l'animal est interprété comme la désignation prémonitoire du futur vainqueur.

### Bilan des prédictions
Lors du Championnat d'Europe de football 2008, la majorité des prédictions de Paul ont été correctes ; les issues de matches qu'il n'a pas su prédire sont les défaites de l'Allemagne face à la Croatie et à l'Espagne.
Pendant la Coupe du monde de football de 2010, il a correctement prédit les victoires de l'Allemagne contre l'Australie, le Ghana, l'Angleterre, l'Argentine et l'Uruguay, ainsi que les défaites contre la Serbie et l'Espagne. Il a également désigné le vainqueur de la finale entre l'Espagne et les Pays-Bas.
| Tournoi             | Phase               | Opposant   | Drapeau de la boîte ouverte par le poulpe | Résultat | Prévision  |
| ------------------- | ------------------- | ---------- | ----------------------------------------- | -------- | ---------- |
| Euro 2008           | Phase de Groupe     | Pologne    | Allemagne                                 | 0-2      | Correcte   |
| Euro 2008           | Phase de Groupe     | Croatie    | Allemagne,                                | 2-1      | Incorrecte |
| Euro 2008           | Phase de Groupe     | Autriche   | Allemagne                                 | 0-1      | Correcte   |
| Euro 2008           | Quarts de finale    | Portugal   | Allemagne                                 | 2-3      | Correcte   |
| Euro 2008           | Demi-finales        | Turquie    | Allemagne                                 | 2-3      | Correcte   |
| Euro 2008           | Finale              | Espagne    | Allemagne                                 | 1-0      | Incorrecte |
| Coupe du monde 2010 | Phase de groupes    | Australie  | Allemagne                                 | 0-4      | Correcte   |
| Coupe du monde 2010 | Phase de groupes    | Allemagne  | Serbie                                    | 0-1      | Correcte   |
| Coupe du monde 2010 | Phase de groupes    | Ghana      | Allemagne                                 | 0-1      | Correcte   |
| Coupe du monde 2010 | Huitièmes de finale | Angleterre | Allemagne                                 | 1-4      | Correcte   |
| Coupe du monde 2010 | Quarts de finale    | Argentine  | Allemagne                                 | 0-4      | Correcte   |
| Coupe du monde 2010 | Demi-finales        | Allemagne  | Espagne                                   | 0-1      | Correcte   |
| Coupe du monde 2010 | Petite finale       | Uruguay    | Allemagne                                 | 2-3      | Correcte   |
| Coupe du monde 2010 | Finale              | Pays-Bas,  | Espagne,                                  | 0-1      | Correcte   |

### Calcul des probabilités

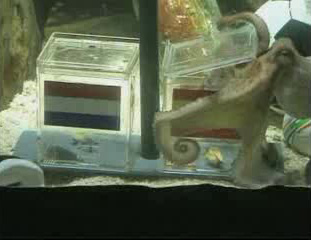
Paul entrant dans la boîte de l'Espagne le 9 juillet 2010.

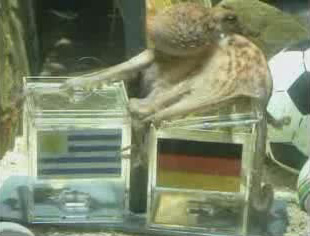
Paul entrant dans la boîte de l'Allemagne le 9 juillet 2010.

Cet animal a donc, de juin à juillet 2010, désigné correctement huit vainqueurs d'affilée. Si on suppose qu'il a à chaque fois une chance sur deux d'obtenir le bon résultat, la probabilité de tomber juste en choisissant au hasard est de 1/256, soit 0,391 %. Pour l'Euro 2008, la probabilité était de 34 %. En effet, le calcul de la probabilité s'obtient en calculant la probabilité d'avoir au moins quatre succès sur six tentatives à l'aide de la loi binomiale. La probabilité d'obtenir 12 succès sur 14 est de 0,56 %. La probabilité totale actuelle de toutes ses prédictions, avec ces hypothèses, est de 0,65 % (au pire, 2 erreurs sur 14 essais).
Cependant, il est possible que la probabilité ne soit pas d'une chance sur deux à chaque tentative et soit biaisée, car l'expérience n'est pas réalisée suivant des procédures scientifiques. Un tel score est d'autant moins surprenant si on considère que de nombreuses expériences de ce genre sont tentées dans le monde. Parmi elles, il est statistiquement normal que certaines aboutissent à des résultats comparables.
- En appliquant de façon détaillée la loi binomiale, la probabilité pour que Paul le Poulpe fasse au hasard 12 prédictions exactes sur 14, chacune des prédictions ayant 1 chance sur 2 d'être correcte aléatoirement, est de {\displaystyle {\frac {14!}{2!\times 12!}}} × 0,512 × 0,52 = 0,56 % environ.

### Critiques
Le succès apparent du poulpe est comparable à une expérience de pile ou face. Ce parallèle a été fait par le professeur Chris Budd de l'université de Bath, le professeur David Spiegelharter de l'université de Cambridge, et Étienne Roquain de l'université Pierre-et-Marie-Curie,.
Si l'on fait l'hypothèse que l'animal est tout aussi susceptible de choisir le gagnant ou le perdant d'un match, et que l'on néglige la possibilité d'un match nul, il a une probabilité de 1/2 de prévoir correctement un simple résultat et une probabilité de 1/64 d'en prévoir correctement six d'affilée. Spiegelharter et Roquain précisent que « [d']autres animaux ont essayé, mais sans succès de prévoir les résultats des matches de football » ; il n'est donc pas remarquable qu'un animal ait eu plus de succès dans ses prévisions que les autres, mais les animaux chanceux gagnent davantage l'attention du public.

#### Biais envisageables
Roquain admet que la chance n'est pas nécessairement la seule explication aux bons choix du poulpe. Il pourrait choisir les boîtes de façon systématique — si ce n'est sur la base de l'expertise footballistique, peut-être en fonction des drapeaux présentés ou de la nourriture offerte selon le pays.
La pieuvre commune ne distingue certainement pas les couleurs ; ni les études de son comportement, ni les expériences à l'électrorétinogramme ne montrent une capacité à différencier les couleurs. Néanmoins, les individus peuvent distinguer la luminosité ainsi que la taille d'un objet, sa forme et son orientation. Shelagh Malham de l'université de Bangor affirme qu'ils sont attirés par les formes horizontales, et en effet, il y a des bandes horizontales sur les drapeaux que l'animal a choisis. Le drapeau de l'Allemagne, un drapeau tricolore composé de trois bandes horizontales égales de noir, de rouge et d'or, est le drapeau favori de l'animal. Mais le drapeau de l'Espagne, avec sa large rayure jaune, et le drapeau de la Serbie, avec son contraste de bleu et de blanc, sont plus vifs encore, et ceci pourrait expliquer pourquoi le poulpe a préféré ces pays à l'Allemagne. Daniel Fey, porte-parole de l'aquarium hébergeant l'animal, a suggéré que le poulpe aurait confondu les drapeaux allemand et espagnol, qui sont particulièrement ressemblants.
Matthew Fuller, aquariophile au parc Weymouth, a jugé que la théorie du motif du drapeau est plausible : « Les pieuvres sont les plus intelligents des invertébrés et les études ont montré qu'elles sont capables de distinguer les formes et les motifs, alors peut-être sont-elles capables de reconnaître des drapeaux ? ». Vyacheslav Bisikov, un biologiste russe, estime qu'il est possible qu'une pieuvre soit attirée par un drapeau rayé. Cependant, les drapeaux argentin, ghanéen et néerlandais, également rayés, ne semblent pas l'avoir intéressé. Pascal Coutant, directeur de l'aquarium de La Rochelle, a déclaré que « c'est le hasard complet qui guide ses choix ».
La pieuvre commune est également pourvue de chémorécepteurs sur ses bras, qui sont utilisés pour « sentir » le goût des aliments et l'eau. Le biologiste Volker Miske, de l'université de Greifswald, suggère que les différences chimiques mineures sur la surface de chaque zone peuvent rendre compte des décisions du poulpe. Bisikov estime que l'animal pourrait être « facilement formé » pour choisir la boîte de droite avec son odorat. Selon les gardiens de l'animal en captivité, il y a des trous dans les boîtes pour l'aider à choisir.
Les théories sur son comportement pourraient être testées systématiquement si le poulpe pouvait répéter sa sélection plusieurs fois, mais il choisit une seule boîte par match. Une expérience scientifique serait plus vigilante sur les sources d'influence, y compris les visuels des drapeaux et des potentielles différences dans la préparation de la nourriture.

## Célébrité

### Médiatisation

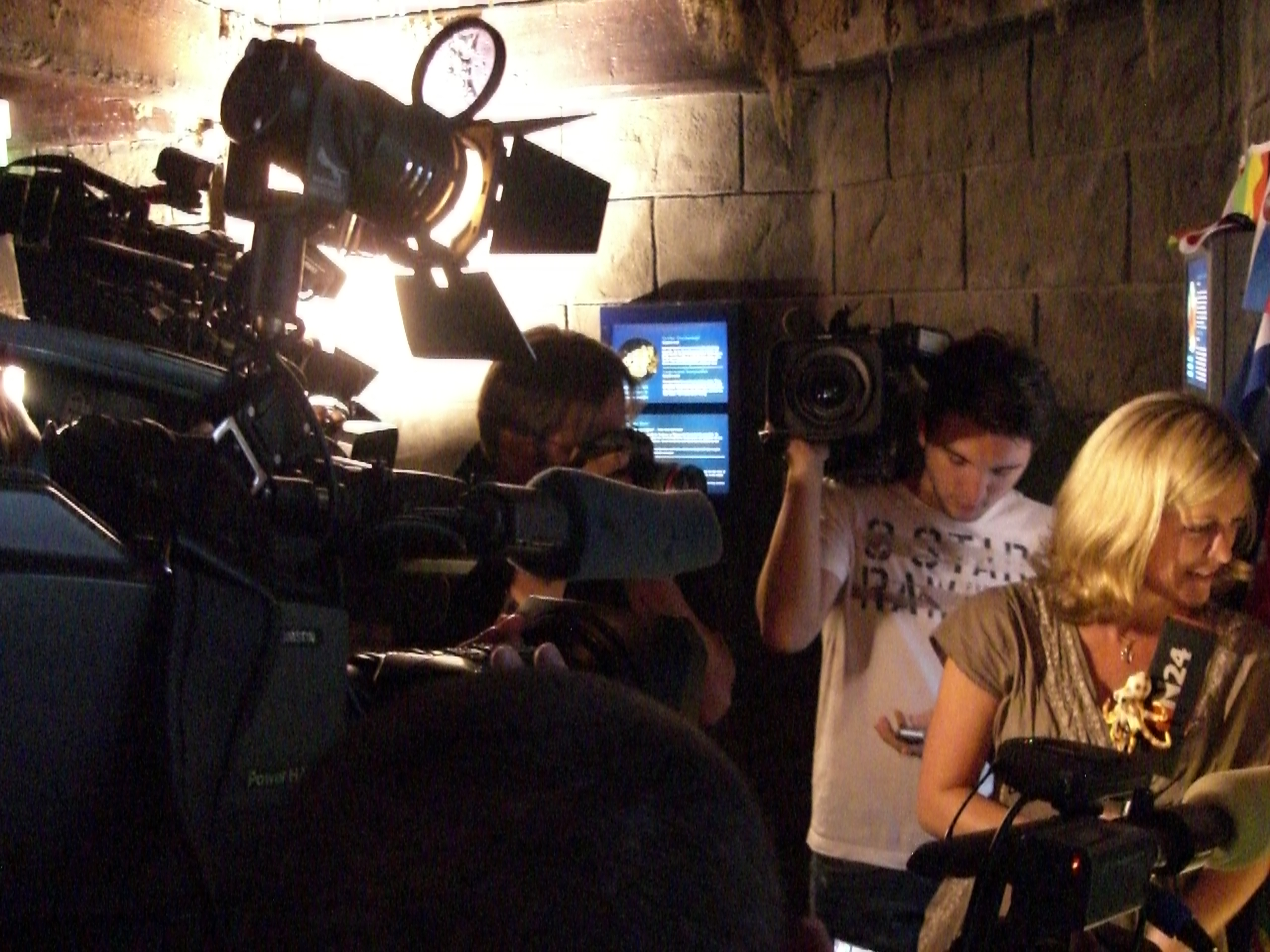
Journalistes filmant Paul le poulpe

Les prédictions qui se sont déroulées pendant la Coupe du monde 2010 ont reçu l'attention des médias. À l'issue de la rencontre contre l'Angleterre, dont le résultat correspondait au choix du poulpe, des journaux internationaux comme The Guardian et même l'organisateur du tournoi (la FIFA) sur son site web ont signalé l'existence du poulpe. Le journal Le Monde qualifie alors cet animal de « pronostiqueur quasi infaillible », puis d'« imparable devin » à la fin du championnat.
L'auteur du but victorieux de l'Espagne en finale de la Coupe du monde, Andrés Iniesta, n'a pas hésité à clamer au public de Madrid venu fêter l'équipe, le 12 juillet 2010, en brandissant une peluche figurant Paul : « Grâce au poulpe nous avons été champions ! ».
La couverture médiatique ainsi que les diverses déclarations suscitées par les choix de Paul le poulpe ont principalement été traitées avec une certaine dose d'humour et même d'implication dans cet humour — entrant dans son jeu et donnant lieu à des prises de positions burlesques de la part de différentes personnalités (telles des propositions d'asile en rapport avec le traitement du poulpe) — alors que par ailleurs des observations statistiques de sites de paris en ligne anglais auraient noté une influence significative des pronostics de l'animal sur la teneur des paris, ou que quelques autres personnes comme Mabrouck Rachedi ont encore pu exprimer leur inquiétude sur une influence d'un tel phénomène à type de prophétie auto-réalisatrice ou de simple superstition qui pourraient favoriser l'issue d'un match .

### Répercussions pour les bookmakers
Les analystes du bookmaker William Hill estimaient les pertes causées par Paul à 120 000 € pour leur société. Néanmoins, il aurait fait remporter près de 600 000 € supplémentaires aux parieurs.
Paddy Power affirme pour sa part que les prédictions de Paul ont inversé la tendance des paris avant la finale de la Coupe du monde de football de 2010. Si, avant l'intervention de Paul, les parieurs avaient misé en majorité pour les Pays-Bas (54 %), c'est l'équipe d'Espagne qui a finalement reçu le plus de paris (56 %) après que Paul l'avait désignée comme victorieuse.

### Médiatisations connexes
Pour ne pas être en reste, les Pays-Bas ont aussi choisi une pieuvre, femelle pour sa part, et nommée Pauline. Mais contrairement au poulpe, elle ne s'est pas appuyée sur un historique de « prédictions » justes ; son « pronostic » pour la finale, contredisant celui de Paul, fut la première communication à son sujet.
Mani la perruche a été moins médiatisée, mais son propriétaire affirmait qu'il avait correctement « prédit » (Mani devait retourner une carte parmi deux) les résultats des quarts et demi-finales.
Avant la finale, ces deux animaux avaient désigné les Pays-Bas, alors que Paul désignait l'Espagne.

### Reprise du phénomène par la publicité
Paul le poulpe a été mis en avant sur une des publicités de la marque Pepsi au Moyen-Orient où figure la phrase « The obvious choice », soit « Le choix évident »,.
La marque Citroën a repris le phénomène en mettant en scène un congénère de Paul dans un spot publicitaire, avec comme slogan « Pas besoin d'être un poulpe pour trouver la bonne occasion ». Le 17 juin 2014, le logo de Google Search le représente en train de prédire le résultat du match de qualification du premier tour de la coupe du monde de football entre l'Algérie et la Belgique.

### Cinéma
Paul le poulpe est le héros de Kill Octopus Paul, un film chinois de la réalisatrice Xiao Jiang. Il raconte une vaste manipulation internationale menée par des parieurs mafieux. La réalisatrice déclare : « Un poulpe ne peut pas être aussi intelligent qu'un être humain. Il s'agit donc d'un plan parfait qui a trompé les gens du monde entier grâce à l'image sympathique de Paul ».

### Hommages
Paul le Poulpe a été promu citoyen d'honneur (plus exactement : amigo predilecto) de la ville de O Carballiño en Espagne. Une statue à son effigie, le représentant sur un ballon aux couleurs des pays de la coupe du monde de Football 2010 et renfermant ses cendres, a été créée et installée à l'aquarium d'Oberhausen ; un musée regroupant les cadeaux envoyés à l'animal a aussi été ouvert.

### Jeux vidéo et applications
Des applications mettant en scène Paul le Poulpe ont été développées sous Android, iOS et sur Facebook[réf. souhaitée].